# 赵非
赵非（1961年5月—），陕西西安人，中国电影摄影师、导演。1982年毕业于北京电影学院摄影系。先后与中国大导演张艺谋、陈凯歌、冯小刚、姜文等合作拍摄电影。

## 摄影作品
- 2014年《太平輪》导演：吴宇森
- 2011年《黄金大劫案》 导演：宁浩
- 2010年《让子弹飞》 导演：姜文
- 2007年《太阳照常升起》导演：姜文
- 2003年《手机》 导演：冯小刚
- 2003年《天地英雄》 导演：何平
- 1998年 Woody Allen Fall Project 1998,Sweet and lowdown (伍迪．艾伦98秋季作品) 导演：伍迪·艾伦
- 1998年《不见不散》导演：冯小刚
- 1997年《荆轲刺秦王》导演：陈凯歌
- 1996年《生命如歌》导演：夏刚
- 1996年《太阳火》 导演：张瑜
- 1995年《龙城正月》 导演：杨凤良
- 1995年《太阳有耳》导演：严浩（香港）
- 1994年《紫禁城》导演：弗朗西斯·杰拉德（英国）
- 1994年《黄沙，青草，红太阳》导演：周友朝
- 1993年《刺客新传》导演：钟少雄
- 1991年《大红灯笼高高挂》导演:张艺谋
- 1990年《大太监李莲英》导演：田壮壮
- 1989年《非法生命》导演：田壮壮
- 1988年《轮回》导演：黄健中
- 1986年《一个死者对生者的访问》导演：黄健新
- 1985年《盗马贼》导演：田壮壮

## 导演作品
- 2018年 《前任局中局》
- 2022年 《十年一品温如言》

## 荣誉奖项
- 第16届华表奖优秀摄影——太平轮•彼岸
- 第34届香港电影金像奖最佳摄影提名——太平轮
- 第48届金马奖最佳摄影奖—— 让子弹飞（2011）
- 第19届中国电影金鸡奖——最佳摄影奖-荆轲刺秦王(1999)
- 纽约国际电视节——最佳摄影奖-紫禁城(1997)
- 北京电影专科学校专科学校奖——最佳摄影奖提名-大红灯笼高高挂(1993)
- 洛杉矶影评人协会——最佳摄影奖-大红灯笼高高挂(1992)
- 美国国际影评协会——最佳摄影奖-大红灯笼高高挂(1992)
- 西班牙国际电影艺术节——最佳摄影奖-大红灯笼高高挂(1992)
- 第十四届金扫帚奖——最令人失望导演-十年一品温如言(2022)